# 沖繩縣已廢除的市町村列表
沖繩縣已不存在市町村列表（おきなわけんのはいししちょうそんいちらん）包括了沖繩縣（前身為佔領占領下的琉球政府）實行町村制（1908年4月1日）後，因為市町村合併而被廢除的市町村一覽。不包括只是更改名稱的市町村。
- 實行「町制」、「市制」的區町村的情況下：
  - 改制的「市町村」不包括在列表中。（例：豐見城村→豐見城市）
  - 町制、市制施行期間改名的市町村不包括在列表中。
- 改名的市町村不包括在列表中。
- 改變縣轄的市町村不包括在列表中。
- 市町村因合併而被廢除的情況下：
  - 編入合併市町村時，仍然存在地市町村不包括在列表中。
  - 編入合併市町村時，廢除的市町村包括在列表中。
  - 新設合併市町村時，廢除的市町村包括在列表中。
  - 新設合併市町村時，名稱保留的市町村但與舊轄址不同的包括在列表中。（例：舊・糸滿町→新・糸滿町）
- 分割與分立的情況下：
  - 分割而被廢除的市町村包括在列表中。（例：八重山村→石垣村、大濱村、竹富村、與那國村，八重山村廢除）
  - 分立後仍然存在的市町村不包括在列表中。（例：美里村的一部分→石川市，美里村仍然存在）

## 1939年以前
- 八重山郡八重山村 （1914年4月1日）分割為石垣村、大濱村、竹富村、與那國村

## 1940年－1949年
- 島尻郡真壁村 （1946年4月1日）島尻郡新設三和村
- 島尻郡喜屋武村 （1946年4月1日）島尻郡新設三和村
- 島尻郡摩文仁村 （1946年4月1日）島尻郡新設三和村

## 1950年－1959年
- 首里市（1954年9月1日）編入那霸市
- 島尻郡小祿村 （1954年9月1日）編入那霸市
- 真和志市 （1957年12月17日）編入那霸市

## 1960年－1969年
- 島尻郡（舊）糸滿町 （1961年10月1日）島尻郡新設糸滿町
- 島尻郡兼城村 （1961年10月1日）島尻郡新設糸滿町
- 島尻郡高嶺村 （1961年10月1日）島尻郡新設糸滿町
- 島尻郡三和村 （1961年10月1日）島尻郡新設糸滿町
- 八重山郡大濱町 （1964年6月1日）編入石垣市

## 1970年－1979年
- 國頭郡名護町 （1970年8月1日）新設名護市
- 國頭郡屋部村 （1970年8月1日）新設名護市
- 國頭郡羽地村 （1970年8月1日）新設名護市
- 國頭郡久志村 （1970年8月1日）新設名護市
- 國頭郡屋我地村 （1970年8月1日）新設名護市
- 國頭郡上本部村 （1971年1月11日）編入國頭郡本部町
- 胡差市 （1974年4月1日）新設沖繩市
- 中頭郡美里村 （1974年4月1日）新設沖繩市

## 1980年－1999年
20年內縣裡沒有市町村被廢除

## 2000年－
- 島尻郡仲里村 （2002年4月1日）島尻郡新設久米島町
- 島尻郡具志川村 （2002年4月1日）島尻郡新設久米島町
- 具志川市 （2005年4月1日）新設宇流麻市
- 石川市 （2005年4月1日）新設宇流麻市
- 中頭郡勝連町 （2005年4月1日）新設宇流麻市
- 中頭郡與那城町 （2005年4月1日）新設宇流麻市
- 平良市 （2005年10月1日）新設宮古島市
- 宮古郡城邊町 （2005年10月1日）新設宮古島市
- 宮古郡下地町 （2005年10月1日）新設宮古島市
- 宮古郡伊良部町 （2005年10月1日）新設宮古島市新
- 宮古郡上野村 （2005年10月1日）新設宮古島市
- 島尻郡東風平町 （2006年1月1日）島尻郡新設八重瀨町
- 島尻郡具志頭村 （2006年1月1日）島尻郡新設八重瀬町
- 島尻郡玉城村 （2006年1月1日）新設南城市
- 島尻郡知念村 （2006年1月1日）新設南城市
- 島尻郡佐敷町 （2006年1月1日）新設南城市
- 島尻郡大里村 （2006年1月1日）新設南城市